# インポッシブル・プロジェクト
インポッシブル・プロジェクト（英: The Impossible Project、「不可能な計画」の意）は、オランダの企業であるインポッシブル有限会社（蘭: IMPOSSIBLE B.V.）の登録商標であり、同社の通称である。同呼称のもと、ウェブサイトや実店舗を通じて銀塩写真のインスタントフィルム等を販売している。インポッシブル社は、ポラロイド社の生産拠点をリースを受け、現存するポラロイドカメラで使用可能な、新しいインスタントフィルム製品を開発した。創業者は、フロリアン・キャプス博士、アンドレ・ボスマン、マーワン・サバの3人である。同社はオーストリアのウィーンおよび米国のニューヨーク、日本の東京にもオフィスを持っていたが現在は閉鎖されている。
2017年5月、元のポラロイド社のブランドと知的財産を取得し、2017年9月に「インポッシブル・プロジェクト」が「ポラロイドオリジナルズ」に改称された。
2020年3月、同社は再びブランドを変更し、その名前を単にポラロイド（有限会社）に変更した。

## 略歴・概要
インポッシブル・プロジェクトは、2008年に発足したが、それは同年2月にポラロイド社がポラロイドカメラ用のインスタントフィルムの生産中止を発表した後であった。ウィーンのロモグラフィック・ソサエティで主任マネージャーを務めていたフロリアン・キャプス博士は、ポラロイド社にフィルム製品の生産続行を嘆願したが、答えは「インポッシブル」であった。キャプスはリストラを粛々と執行するポラロイド社に再度生産続行を訴えたところ、紹介されたのが、同年6月に閉鎖するエンスヘデのポラロイドオランダ工場の工場長アンドレ・ボスマンであった。
同年6月、ポラロイドオランダ工場のクロージング・イヴェントで、キャプスと同工場長ボスマンが初めて会い、ポラロイドフィルムの生産終了に反対し「規模縮小による続行」という意見を密かに抱いていたボスマンとキャプスは意気投合、ポラロイドカメラ用の感光材料を生産する企業を設立することを決めた。これに起業の経験をもつマーワン・サバが加わり、同年10月、インポッシブル社はポラロイド社から生産機材を購入、かつて同工場の一部であった「北棟」（Building Noord）と呼ばれる建物をリースして「インポッシブル・ファクトリー」の操業を開始した。かつて同工場は1,400名の従業員を抱えたが、「インポッシブル・ファクトリー」の従業員は30名、ほとんどが元ポラロイドの熟練工である。インスタントフィルムはフィルムの上に感光剤のほかに現像液もコーティングしなければならず、いっさいのポラロイド社オリジナル薬剤の生産がストップしている以上、まったく新しい製品を開発しなければならなかった。
2009年（平成21年）、イルフォードとアグフア・ゲバルトが新フィルム開発への協力を行なう。同年10月、「インポッシブル・ファクトリー」が1周年を迎え、ようやく生産機材が再稼働し、ヴィンテージおよび再開発された感光材料の供給を開始する。同年10月、慎重に保管されていた最後の「ポラロイドフィルム」を、ポール・ジャンバルバが改めてデザインし直したパッケージで「限定特別版」として発表する。ポール・ジャンバルバは、1958年（昭和33年）から1977年（昭和52年）までの間、ポラロイド社のデザインを手がけた人物である。
2010年（平成22年）3月、PX 100 シルバーシェイド および PX 600 シルバーシェイド の2種のインスタントフィルム製品を発表する。同年7月、PX70 カラーシェイド の「ファースト・フラッシュ・エディション」を発表、これを同社は「カラフルなアナログの未来の始まり」と称した。しかし、原料や材料などが異なることやノウハウ不足から、写真領域内に現像されない部分や写真上部のカケなどが発生したり、画像の濃度が不均一になる、撮影後に時間経過とともに画像が急速に退色するなど、ポラロイド時代のような品質では撮影できなかった。また、当初アナウンスされていたポラロイドフィルムの復活は、同社が製造し、ブランドのライセンスを持つサミット・グローバルから晴れてポラロイドブランドとして発売される予定だったが、現在も実現されていない。日本の個人カメラメーカーである安原製作所が、今後の同社のインスタントフィルムカメラを設計・開発する予定が発表された。同年12月、アジアにおける新拠点として東京に「プロジェクト・スペース」を開設する。
2011年（平成23年）同年5月、ポラロイド600の後継品であり、初期製品より品質を向上させたPX680 FFが発売された。
2012年（平成24年）1月にインポッシブル社が発表したところによれば、同社とポラロイド社は、ポラロイド社の歴史とは異なる時期にオリジナルに登場する、コレクターのための製品ライン「ポラロイド・クラシック」を立ち上げるとし、年間6-10種の製品が発売される予定である。同年2月9日 - 3月23日には、ニューヨークの「プロジェクト・スペース」で、「インスタント・レヴォリューション アン・インポッシブル・グループ・ショウ」を開催する。

## ポラロイド フィルムとの写りの違い
製造機械や作業人員は確保したが、薬品材料・電池など一部調達が出来ず当時と全く同じ乳剤が存在しないため、ポラロイド時代とはまったく異なる新しいインスタントフィルムを製造している。当時はフィルム表面にUV加工が施されており、フィルム排出後は外光の影響を受けなかったが、現在は材料がないため同じ工程での製造ができず、そのままではフィルム排出後も感光してしまうため、遮光板をカメラに設置する等の対策が必要となる。また、乳剤の原料も存在しないため当時よりも温度や湿度に弱く、適正温度下で撮影後にジップロックのような密封可能なものに写真と乾燥剤を入れ、数日乾燥させる必要がある。このようにポラロイド時代にはなかった手順が必要だが、これを逆手にとった写真家によって、ユニークな作品が発表されている。詳しい手順等は日本法人のWEBサイトに詳しく記載されている。http://www.the-impossible-project.jp/

## 経営者
- フロリアン・キャプス - 創業者・マーケティング最高責任者（英語版）、博士、元ロモグラフィック・ソサエティ主任マネージャー
- アンドレ・ボスマン - 創業者・最高執行責任者、元ポラロイド社オランダ工場長
- マーワン・サバ - 創業者・最高財務責任者

## おもな拠点

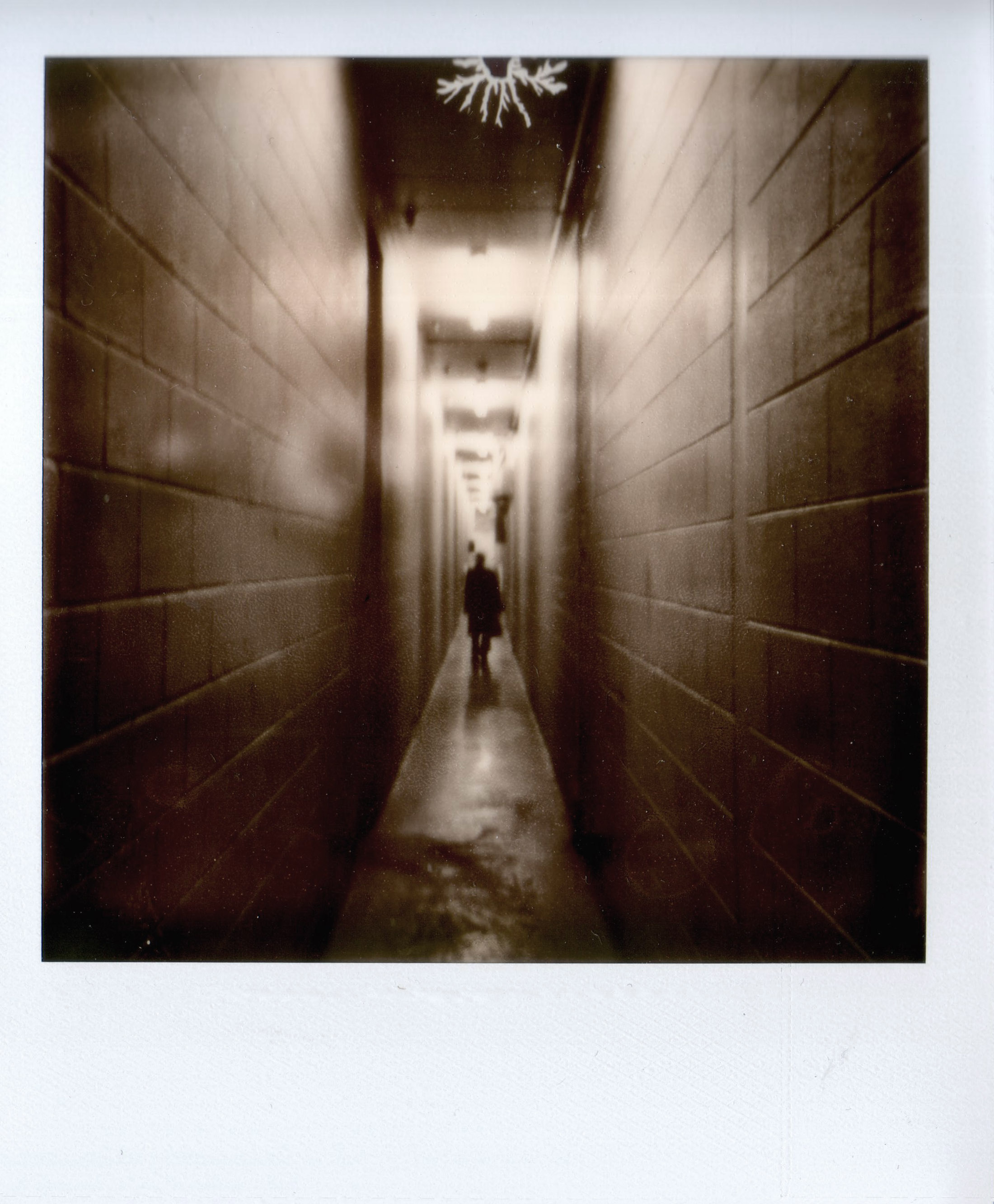
PX600 シルバーシェイド UV+を使用した写真。使用写真機はポラロイド600。

| 拠点名               | 現地の法人名                                                               | 所在地                                                         |
| -------------------- | -------------------------------------------------------------------------- | -------------------------------------------------------------- |
| 本社・工場           | インポッシブル有限会社 （蘭: IMPOSSIBLE B.V.）                             | オランダ・オーファーアイセル州エンスヘデAZ 7511番地            |
| ウィーンオフィス     | インポッシブル有限会社 （独: Impossible GmbH）                             | オーストリア・ウィーン市ハルブガッセ3-2-1                      |
| ニューヨークオフィス | インポッシブル・アメリカ・コーポレーション（英: IMPOSSIBLE AMERICA CORP.） | アメリカ・ニューヨーク州ニューヨーク市ブロードウェイ425番地5階 |
| 東京オフィス         | IMPOSSIBLE TOKYO株式会社                                                   | 日本・東京都渋谷区神宮前4-21-10                                |

## おもな製品
初期
- ポラロイド100 チョコレイト - ISO80、カラーインスタントフィルム
- ポラロイド100 ブルー - ISO80、カラーインスタントフィルム
- ポラロイド100 セピア - ISO80、カラーインスタントフィルム
- イメージ・ソフトトーン - ISO640、カラーインスタントフィルム、スペクトラカメラ用

オリジナル
- PX600 シルバーシェイド UV+ - ISO600、電池内蔵・白黒インスタントフィルム
- PX600 シルバーシェイド UV+ ブラック・フレーム - ISO600、電池内蔵・白黒インスタントフィルム
- PX600 シルバーシェイド UV+ グレイ・フレーム - ISO600、電池内蔵・白黒インスタントフィルム
- PX600 シルバーシェイド Ver0.6 - ISO600、電池内蔵・白黒インスタントフィルム
- PX680 カラーシェイド・ファーストフラッシュ - カラーインスタントフィルム
- PX70 カラーシェイド - カラーインスタントフィルム
- PX70 カラーシェイド・プッシュ! - ISO125、電池内蔵・カラーインスタントフィルム、SX-70カメラ用
- PZ680 カラーシェイド - カラーインスタントフィルム
- PZ600 シルバーシェイド UV+ - 白黒インスタントフィルム

- シルバーシェイドは、白黒写真を意味している。カラーシェイドは、カラー写真を意味している。
- ファーストフラッシュ バージョンは、そのフィルムの新しいシリーズの先行試作品を意味しており、そのため価格も多少安価となっている。

- Dry Age Kit - フィルム乾燥剤・保存袋

ポラロイド・クラシック
- イメージ・フィルム・ツインパック
- DIY ペーパー・カメラ・キット

## 各機種別の対応フィルム
- ポラロイド SX70カメラ・・・PX70(カラー)・PX100(白黒)シリーズ
- ポラロイド600カメラ・・・PX600(白黒)・PX680(カラー)シリーズ
- ポラロイドスペクトラ カメラ、ポラロイド イメージカメラ、ポラロイド 1200カメラ・・・PZ600(白黒)シリーズ、PZ680(カラー)シリーズ
- 4x5、8x10、20x24サイズなど大型フォーマット

なお、TYPE 80やTYPE 100、JoyCamやiZONEカメラに対応するフィルムやピールアパート タイプは生産されない。

## 日本法人
IMPOSSIBLE TOKYO株式会社（インポッシブル・トーキョー-）は、ウィーンのインポッシブル社の事業を日本で展開する日本の企業である。
2010年（平成22年）12月、設立とともに東京都目黒区青葉台に「プロジェクト・スペース」を開設した。
2014年（平成26年）4月、活動拠点を中目黒から青山に移動。関東だけでなく日本全国へのアプローチを目的とし、日本専用オンラインショップを開設the-impossible-project.jp。
2021年（令和3年）4月、清算終了により登記記録は閉鎖されている。